# Brzozowo Stare (gromada)
Brzozowo Stare (pod koniec Stare Brzozowo)
– dawna gromada, czyli najmniejsza jednostka podziału terytorialnego Polskiej Rzeczypospolitej Ludowej w latach 1954–1972.
Gromady, z gromadzkimi radami narodowymi (GRN) jako organami władzy najniższego stopnia na wsi, funkcjonowały od reformy reorganizującej administrację wiejską przeprowadzonej jesienią 1954 do momentu ich zniesienia z dniem 1 stycznia 1973, tym samym wypierając organizację gminną w latach 1954–1972.
Gromadę Brzozowo Stare z siedzibą GRN w Brzozowie Starym utworzono – jako jedną z 8759 gromad – w powiecie wysokomazowieckim w woj. białostockim, na mocy uchwały nr 24/V WRN w Białymstoku z dnia 4 października 1954. W skład jednostki weszły obszary dotychczasowych gromad Brzozowo Stare, Brzozowo Korabie, Brzozowo Panki, Brzozowo Chrzczony, Brzozowo Chrzczonki, Brzozowo Muzyły, Brzozowo Antonie, Brzozowo Chabdy, Wołkuny, Wilkowo II, Wilkowo I i Liza Nowa ze zniesionej gminy Poświętne w tymże powiecie oraz obszar dotychczasowej gromady Liza ze zniesionej gminy Topczewo w powiecie bielskim. Dla gromady ustalono 17 członków gromadzkiej rady narodowej.
13 listopada 1954 roku gromada weszła w skład nowo utworzonego powiatu łapskiego.
Gromada przetrwała do końca 1972 roku, czyli do kolejnej reformy gminnej.